# Simplemente (álbum de Chayanne)
Simplemente es el nombre del noveno álbum de estudio grabado por el cantante puertorriqueño-estadounidense Chayanne. Fue lanzado al mercado bajo los sellos discográficos Sony Discos y Columbia Records el 3 de octubre de 2000.

## Antecedentes y lanzamiento
El álbum Simplemente estuvo producido por Estéfano, coproducido por Donato Poveda, Marcello Azevedo, Léster Méndez, René Luis Toledo, Ronnie Foster, Manny Benito y Desmond Child. y en su carrera, es el álbum que más canciones contiene.
El 6 de febrero de 2001 el álbum se reeditó con bonus tracks, ahora tiene tres canciones en inglés («para esa versión») y dúos con el cantautor panameño Rubén Bladés (Cuando un amor se va), un tanto melancólica en su contenido e interpretación y en rítmico contraste («Dame») con la cantante y actriz estadounidense Jennifer López.
En esta producción también destaca la participación de la cantautora y actriz panameña Erika Ender, quién escribiera los temas «Candela» y «Ay, mamá».

## Rendimiento comercial
El álbum Simplemente obtuvo una nominación para el Premio Grammy al Mejor Álbum Pop Latino en la 44.° entrega anual de los Premios Grammy celebrada el miércoles 27 de febrero de 2002.

## Lista de canciones
| Simplemente |                                           | |          |  |
| N.º         | Título                                    | Escritor(es) | Duración |  |
| 1.          | «Simplemente»                             | Estéfano | 3:56     |  |
| 2.          | «Las horas pasan»                         | Estéfano | 3:41     |  |
| 3.          | «Candela»                                 | Donato Póveda · Erika Ender                                                                                          | 3:57     |  |
| 4.          | «Yo te amo»                               | Estéfano | 4:49     |  |
| 5.          | «Hasta que el alma resista»               | Estéfano | 4:21     |  |
| 6.          | «Ay, mamá»                                | Donato Póveda · Erika Ender                                                                                          | 3:43     |  |
| 7.          | «Cuando un amor se va» (con Rubén Blades) | Rubén Blades | 4:29     |  |
| 8.          | «Oye mar» («Canção do Mar»)               | Federico de Brito · Ferrer Trindade Adapt. al español: Luis Gómez-Escolar                                            | 4:57     |  |
| 9.          | «Mariana mambo»                           | Estéfano | 3:54     |  |
| 10.         | «Quién puso más»                          | Víctor Manuel San José                                                                                               | 4:47     |  |
| 11.         | «Mi cafetal»                              | Crescencio Salcedo                                                                                                   | 2:50     |  |
| 12.         | «Te necesito» («Aprender a Amar»)         | Nando & Ricardo Feghali (de Roupa Nova) Adapt. al español: Luis Gómez-Escolar                                        | 3:50     |  |
| 13.         | «Vivo» («Alive»)                          | Andreas Carlsson · Desmond Child Adapt. al español: Chayanne · Luis Gómez-Escolar · Manny López · Manny Benito       | 4:04     |  |
| 14.         | «Boom, boom»                              | Antoine Santiago** · Antonio Montoya° · Estéfano* · Fevrier Fernández** · Poncho Abaldonato** · Raphael Abaldonato** | 4:24     |  |
| 15.         | «Dame» («Touch Me» - con Jennifer Lopez)  | LaShawn Daniels · Fred Jerkins III · Rodney Jerkins Adapt. al español: Estéfano · Manny Benito                       | 4:24     |  |
| 62:13       |                                           | |          |  |

Notas para pista 14:
- (*) Letra.
- (**) Música.
- (°) Letra y melodía.

## Créditos y personal
- Rubén Blades - Ejecutante
- Ronnie Foster - Arreglista, Teclados, Órgano (Hammond), Productor, Ingeniero
- René Luis Toledo - Productor
- Desmond Child - Productor
- Chayanne - Vocals
- Manny Benito - Productor, Asistente de Producción, Coordinación de Producción
- Carlos Álvarez - Ingeniero
- Edwin Bonilla - Percusión
- Jorge Calandrelli - arreglos de cuerda
- Ed Calle - Saxofón
- Randy Cantor - Programación Teclado
- Christopher Carroll - Ingeniero
- Brian Coleman - Coordinación de Producción
- Tony Concepción - Trompeta
- Luis Conte - Percusión
- Jorge del Barrio - arreglos de cuerda
- Rob Eaton - Ingeniero
- Mike Fuller - Masterización
- Chris Gehringer - Masterización
- Julio Hernández - Bajo
- Leyla Hoyle - Voz (bckgr)
- Ted Jensen - masterización
- Lee Levin - Batería
- Manny López - Guitarra, Arreglista
- Léster Méndez - Arreglista, Productor, Ingeniero, Programación Teclado
- Don Murray - Ingeniero
- Kenny O'Brien - Voz (bckgr)
- Wendy Pederson - Voz (bckgr)
- Archie Peña - Percusión
- Rita Quintero - Voz (bckgr)
- Eric Schilling - Ingeniero
- César Sogbe - Ingeniero, Ingeniero de Mezcla
- Rafael Solano - Percusión
- Dana Teboe - Trombón
- Raul Midon - Voz (bckgr)
- Michael Hart Thompson - guitarra (acústica), guitarra (eléctrica)
- Joel Numa - Ingeniero
- Freddy Piñero, Jr. - Ingeniero
- Dan Warner - guitarra (eléctrica)
- Mario Houben - Diseño Gráfico
- Jim Hacker - Trompeta
- Dennis Nieves - Voz (bckgr)
- Alfredo Oliva - Concert Master
- Richard Bravo - Percusión
- Marcos Nathan - Ingeniero
- Corey Rooney - Arreglista
- Juan Carlos Ulloa - Ingeniero
- Marcello Azevedo - guitarra (acústica), Arreglista, batería, programación del teclado
- Omar Cruz - Fotografía
- Estéfano - Arreglista, Vocales (bckgr), Productor
- Alejandro Campos - Arreglista
- Carlos Gatos Valldejuli - Coordinación de Producción
- Javier Carrillo - Guitarra
- Andreas Carlsson - Guitarra, Teclado Programación
- Miami Symphonic Orchestra - Orquesta
- Jimmy Johnson - Bajo
- Jules Gondar - Ingeniero
- Jennifer López - Vocals
- Carlos Paucar - Ingeniero
- Lena Pérez - Voz (bckgr)
- Andrés Bermúdez - Ingeniero Asistente
- Craig Lozowick - Ingeniero
- Nathan Malki - Ingeniero
- Germán Ortiz - Ingeniero
- Julio C. Reyes - arreglos de cuerda

## Posicionamiento en listas
| Listas (2000)                     | Mejor posición |
| --------------------------------- | -------------- |
| Estados Unidos (Top Latin Albums) | 3              |
| Estados Unidos (Latin Pop Albums) | 3              |

## Certificaciones
| País           | Organismo certificador | Certificación      | Ventas certificadas | Ref              |
| -------------- | ---------------------- | ------------------ | ------------------- | ---------------- |
| Argentina      | CAPIF                  | 2x Platino         | 120 000             | [cita requerida] |
| España         | PROMUSICAE             | 2x Platino         | 200 000             | [cita requerida] |
| Estados Unidos | RIAA                   | 2x Platino (Latin) | 200 000             | [ 3 ]            |
| México         | AMPROFON               | Platino            | 150 000             | [ 4 ]            |